# Xanthopsar flavus
El tordo amarillo o dragón (Xanthopsar flavus) es una especie de ave paseriforme de la familia Icteridae propia del sudeste de América del Sur. Es el único miembro del género Xanthopsar.

## Distribución y hábitat

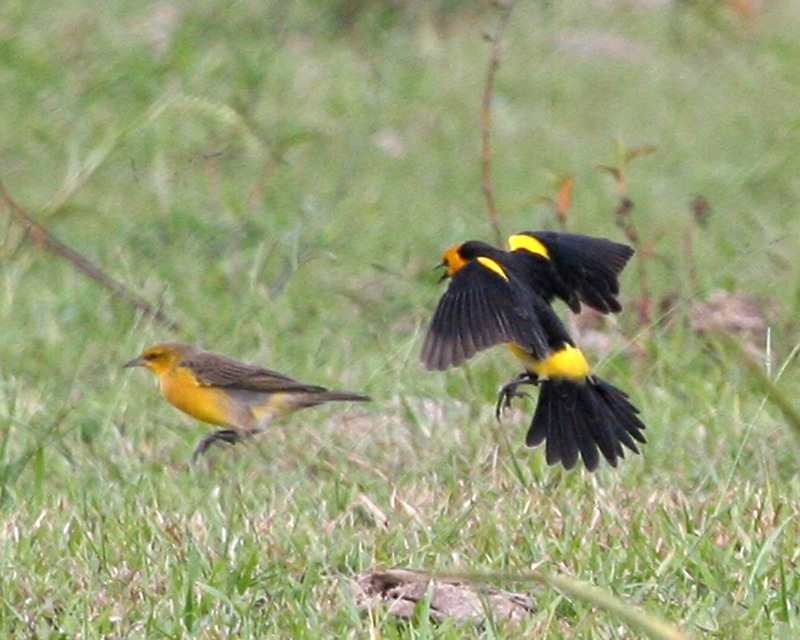
Macho y hembra en Argentina.

Se encuentra en Argentina, Brasil, Paraguay y Uruguay (donde se lo puede ver en la Quebrada de los Cuervos). Su hábitat natural son los pastizales subtropicales o tropicales. Está amenazado por destrucción de hábitat.
En Argentina el Xanthopsar flavus fue declarado monumento natural provincial en la provincia de Entre Ríos mediante el decreto n.º 5942/2004 GOB de 16 de noviembre de 2004 y monumento natural de la provincia de Misiones mediante la ley n.º 4138 sancionada el 25 de noviembre de 2004.